# AfterStep
AfterStep — менеджер вікон для X Window System, основними рисами якого є гнучкість у настройці інтерфейсу, покращений зовнішній вигляд та ефективне використання системних ресурсів. Спочатку AfterStep був варіантом FVWM, котрий відтворював графічний інтерфейс операційної системи NeXTSTEP, але з ходом розробки віддалився від свого коріння. Проєкт існує вже десять років і активно розвивається. 
AfterStep складається з декількох модулів, таких як:
- Pager — візуальний інструмент для управління і переміщення між декількома робочими столами, знаходиться в правому верхньому кутку.

- WinList — проста панель завдань, що відображає активні застосунки. Він розташований у верхній частині робочого столу. Аналог — панель завдань системи Windows.

- Wharf — інструмент управління запуском застосунків, панеллю, що містить найчастіше використовувані застосунки і аплети. За умовчанням застосун розташовані в нижньому правому і верхньому лівому кутах робочого столу. Це — найнеобхідніше для повсякденної роботи.

AfterStep підтримує віртуальні екрани. Настройка зовнішнього вигляду проводиться за допомогою редагування текстових файлів конфігурації.
AfterStep підтримується невеликим співтовариством розробників, в якому Саша Васко є менеджером проєкту.